# De mirabilibus Sacrae Scripturae
Il De mirabilibus Sacrae Scripturae è un trattato esegetico latino, databile al 654 o 655, composto da un autore anonimo noto agli studiosi con lo pseudonimo di Agostino Ibernico, in Irlanda o in un ambiente culturale vicino a quello irlandese.

## Attribuzione dell'opera
A causa di ciò che si legge nel prologo, nel quale l'autore si presenta come Augustinus e si rivolge ai Cartaginesi, l'opera circola nel Medioevo sotto il nome di Agostino di Ippona, pratica comune per aumentarne l'autorità e la popolarità, e, nonostante l'attribuzione fosse stata smentita da personalità autorevoli come Tommaso d'Aquino ed Erasmo da Rotterdam, le prime edizioni a stampa la ascrivono ancora all'Ipponate. In base ad alcuni riferimenti all'Irlanda presenti nell'opera, si evince però che essa proviene da un ambiente ecclesiastico irlandese o comunque strettamente legato all'isola. L'autore potrebbe aver adottato il nome di Agostino come il suo maestro, citato all'interno dell'opera, adottò quello di Eusebio, e i Cartaginesi potrebbero essere la comunità dell'abbazia di San Carthach a Lismore.

## Tradizione manoscritta
L'opera ha goduto di un'ampia trasmissione e allo stato attuale delle ricerche se ne conoscono 71 testimoni, tutti risalenti al XII secolo o successivi con l'eccezione di un codice carolingio, conservato nella Badische Landesbibliothek di Karlsruhe con segnatura Aug. 191. Quest'ultimo, appartenuto in passato all'abbazia di Reichenau, proviene dalla zona dell'alto Reno e risale all'810 circa e, insieme ad altri codici, riporta una redazione più breve del testo.
Il rapporto tra le due redazioni è un punto problematico che non ha ancora trovato una soluzione concorde da parte della comunità scientifica. Il parere dominante all'interno della critica è che la redazione breve sia un'epitome di quella lunga, dalla quale deriverebbe anche un Liber de ordine creaturarum ascrivibile allo stesso ambiente e allo stesso periodo, come ribadisce un recente studio di Marina Smyth, che si basa soprattutto su elementi di contenuto.
Questa tesi è stata tuttavia messa in discussione da Lucia Castaldi che, sulla base di un convincente argomento di carattere filologico-testuale, propone che la redazione lunga derivi da quella breve con l'interpolazione di alcuni testi, tra cui il Liber de ordine creaturarum: la studiosa osserva che all'interno della redazione lunga le parti corrispondenti alla redazione breve e al Liber, testi che si presumevano derivati, tendono a succedersi senza mai accavallarsi. La conclusione è quindi che essi siano stati composti in due momenti indipendenti e successivamente uniti a formare un nuovo testo. Sarebbe invece improbabile che l'estensore del Liber abbia tratto le sue informazioni dalla redazione lunga tralasciando per un mero caso tutte le parti corrispondenti alla redazione breve. Ciò dà anche ragione del fatto che autori come Alcuino e Aethicus Ister conoscano e utilizzino solo la forma breve.
Un'ulteriore ipotesi della studiosa è che il codice più antico, che presenta una forma testuale tutt'altro che definitiva, derivi da una raccolta di appunti che potrebbe essere un riflesso dell'attività didattica irlandese, poi sistemata nella tradizione successiva. La redazione breve poi, in una fase difficilmente individuabile della sua trasmissione, sarebbe stata ampliata ricorrendo a diverse fonti, tra cui il Liber de ordine creaturarum e il cosiddetto Munich Computus, opera datata al 718-19.
In ogni caso, bisogna notare che il De mirabilibus (come le sue presunte fonti) è una composizione di una certa originalità, dal momento che sono sorprendentemente assenti citazioni patristiche.

## Luogo di composizione e datazione
Mario Esposito, in uno studio del 1919, afferma che il testo sia stato scritto in Irlanda per la fruizione o in seguito all'esortazione di alcuni ecclesiastici irlandesi. Propone anche un tentativo di datazione molto preciso in base al riferimento presente nel quarto capitolo del secondo libro ad alcuni cicli cronologici esposti nel Cursus Paschalis di Vittorio di Aquitania, a partire dal quale calcola che la stesura sia avvenuta nel 655. In base allo stesso passo è stato in seguito proposta come datazione anche l'anno 654 e la questione non sembra essere stata definitivamente risolta.
Il già citato studio di Lucia Castaldi ha però sollevato ragionevoli dubbi sia riguardo al luogo di composizione, sia alla datazione, in quanto i dati fondamentali su cui si basava Esposito risultano assenti nella redazione breve dell'opera, considerata dalla studiosa la forma originaria. Castaldi non nega la stretta connessione dell'opera con l'Irlanda, ma suggerisce che possa essere stata composta sul continente: in particolare ipotizza che in uno scriptorium vicino a Reichenau sia giunto materiale ibernico molto antico, riguardo al quale rinuncia a fornire una datazione, dal quale deriverebbe il codice più antico conservato.

## Contenuto
L'obiettivo dell'autore è quello di dimostrare che Dio, una volta portata a termine la creazione, non crei più nulla di nuovo, ma governi semplicemente la natura originariamente creata, anche quando sembra che ciò che accade esuli dalle leggi della quotidianità, in particolare nel caso dei miracoli narrati nelle Sacre Scritture, che vengono passati in rassegna e analizzati uno ad uno. Questo criterio, applicato sistematicamente nel corso dei tre libri in cui è divisa l'opera, riguardanti rispettivamente il Pentateuco, i libri dei Profeti e il Nuovo Testamento, non compare qui per la prima volta, ma era già stato esposto da Agostino di Ippona nel suo De Genesi ad litteram.
Il trattato si inserisce nel filone esegetico della antica scuola di Antiochia, poiché mostra uno spiccato interesse per l'interpretazione letterale delle Scritture, relegando in secondo piano quello allegorico e figurale.
Ciò che stupisce del pensiero dell'autore è il suo interesse quasi razionalistico e naturalistico nei confronti dei fenomeni dell'universo in sé, e non solo in funzione di una verità superiore. Esso viene considerato come un organismo complesso le cui leggi originarie vengono rispettate dal Creatore, che non lo modifica a suo piacimento come se fosse una tabula rasa. I miracoli si spiegano perché il Signore governa l'universo sfruttando quei principi innati delle cose che lui stesso ha creato. Un esempio è l'episodio biblico in cui la moglie di Lot viene trasformata in sale (Gen. 19, 26): ciò è possibile perché l'elemento salato, come si evince dal sapore delle lacrime, è già naturalmente presente nel corpo umano e per volere di Dio pervade l'intero corpo della donna.
Affascinante è anche la spiegazione fornita riguardo alla nascita delle isole: l'innalzamento del livello del mare avrebbe separato promontori e catene montuose dalla terraferma, come dimostra la presenza sulle isole – e in particolare si fa l'esempio dell'Irlanda – di animali selvatici che vi si sarebbero stabiliti prima della separazione dal continente.
Nell'opera sono anche presenti osservazioni sulle maree tra le più interessanti della letteratura medievale.
Katherine E. C. Willis, rifiutando di etichettare Agostino Ibernico come filosofo naturalista, definisce il suo pensiero come mythologizing thought, ossia la struttura di pensiero tipica del mito all'interno della quale è possibile spiegare la realtà sanando ogni apparente contraddizione, grazie alla quale l'autore riuscirebbe a dare una spiegazione naturale anche a ciò che è sovrannaturale.

## Edizioni principali[29]
- Editio princeps, Nicholaas Ketelaer e Gerard Leempt, Utrecht, 1473.

- Edizione di Johannes Amerbach, Basilea, 1506.

- Edizione di Erasmo, Basilea, 1528.

- Edizione dei teologi di Lovanio, Lovanio, 1576.

- Edizione della Congregazione di san Mauro, Parigi, 1689, ristampata da Jacques-Paul Migne in Patrologia Latina 35 (coll. 2149-2200) tra le opere pseudoagostiniane, come del resto era nel modello maurino[30].

- La tesi di dottorato di Gerard MacGinty alla National University of Ireland, Dublino, 1971, purtroppo mai data alla stampa[31]. MacGinty presenta nella sua tesi una nuova edizione con traduzione, senza però fornire uno stemma codicum o un tentativo di classificazione dei manoscritti.

Ad oggi, dunque, non è ancora presente un'edizione critica dell'opera che fornisca un testo completo e affidabile e uno studio approfondito sull'opera e le sue fonti.